# Động đất Asmara 1913
Trận động đất Asmara năm 1913 diễn ra ngoài khơi thành phố Asmara, Eritrea vào ngày 27 tháng 2 năm 1913. Dữ liệu về cường độ của trận động đất là không chính xác do tần suất và cường độ của dư chấn không lớn, nhưng cường độ cảm nhận tối đa của VI (Mạnh) trên thang cường độ Mercalli đã được ghi nhận tại Asmara. Khu vực "có thể được cảm nhận" của trận động đất kéo dài đến Bắc Ethiopia cũng như Kassala ở Sudan. Trận động đất gây ra thiệt hại đáng kể ở Asmara (VI), Keren (IV), Massawa (V) và Adi Ugri (V).